# 東蔵前
東蔵前（ひがしくらまえ）は、愛知県岡崎市岩津地区の町名。現行行政地名は東蔵前一丁目及び東蔵前二丁目と東蔵前町（10の小字）。

## 地理
岡崎市の北部に位置する。かつては名鉄挙母線が通り、岩津駅が設置されていた。

### 河川
- 青木川

### 小字
| - 字犬飼（いぬかい） - 字鐘鋳畑（かねいばた） - 字木平（きひら） - 字荒神（こうじん） - 字五反畑（ごたんばた） | - 字下ノ橋（しものはし） - 字馬場（ばば） - 字火打山（ひうちやま） - 字太首（ふとくび） - 字前田（まえだ） |

## 世帯数と人口
2019年（令和元年）5月1日現在の世帯数と人口は以下の通りである。
| 丁目・町丁   | 世帯数  | 人口  |
| ------------ | ------- | ----- |
| 東蔵前一丁目 | 155世帯 | 362人 |
| 東蔵前二丁目 | 180世帯 | 476人 |
| 東蔵前 計    | 335世帯 | 838人 |
|              |         |       |
| 東蔵前町     | 338世帯 | 885人 |

### 人口の変遷
国勢調査による人口の推移
東蔵前（丁目）
| 1995年（平成7年）  | 474人 | [ 7 ]  |  |
| 2000年（平成12年） | 575人 | [ 8 ]  |  |
| 2005年（平成17年） | 626人 | [ 9 ]  |  |
| 2010年（平成22年） | 719人 | [ 10 ] |  |
| 2015年（平成27年） | 687人 | [ 11 ] |  |

東蔵前町
| 1995年（平成7年）  | 931人 | [ 7 ]  |  |
| 2000年（平成12年） | 806人 | [ 8 ]  |  |
| 2005年（平成17年） | 798人 | [ 9 ]  |  |
| 2010年（平成22年） | 752人 | [ 10 ] |  |
| 2015年（平成27年） | 723人 | [ 11 ] |  |

## 学区
市立小・中学校に通う場合、学区は以下の通りとなる。
| 丁目・町丁   | 番・番地等 | 小学校             | 中学校             | 高等学校 |
| ------------ | ---------- | ------------------ | ------------------ | -------- |
| 東蔵前一丁目 | 全域       | 岡崎市立岩津小学校 | 岡崎市立岩津中学校 | 三河学区 |
| 東蔵前二丁目 | 全域       | 岡崎市立岩津小学校 | 岡崎市立岩津中学校 | 三河学区 |
| 東蔵前町     | 全域       | 岡崎市立岩津小学校 | 岡崎市立岩津中学校 | 三河学区 |

## 歴史
額田郡東蔵前村を前身とする。江戸時代には岡崎藩により治められていた。

### 町名の由来
当地に領主の倉庫、あるいは入津の船舶が輸送した貨物を納める蔵があったことによるとされる。

### 沿革
- 1884年（明治17年）8月11日 - 磯部村と合併[14]。
- 1889年（明治22年）10月1日 - 町村制施行・合併に伴い、額田郡岩津村大字東蔵前となる[14]。
- 1928年（昭和3年）5月1日 - 町制施行に伴い、岩津町大字東蔵前となる[15]。
- 1955年（昭和30年）2月1日 - 岡崎市へ編入し、同市東蔵前町となる[15]。
- 1978年（昭和53年）3月21日 - 一部が青木町・上里1丁目となる[15][1]。
- 1989年（平成元年）
  - 4月20日 - 東蔵前土地区画整理事業の換地処分に伴い、東蔵前町の一部より東蔵前1丁目及び2丁目が成立[15][1]。
  - 8月19日 - 東蔵前町に岩津町・西蔵前町の一部を編入、一部が岩津町1丁目・西蔵前町1丁目となる[15][16]。

### 史跡
- 前田遺跡

## 施設
- 東蔵前町南第二公民館
- 岩津郵便局
- 東蔵前町天満宮社務所
- 荒神神社
- 村社天満宮
- 愛知県立岩津高等学校
- 岡崎市立岩津中学校

## ギャラリー
- 荒神神社
- 村社天満宮
- 愛知県立岩津高等学校
- 岡崎市立岩津中学校
- 青木川に架かる新権現橋

## 交通
道路
- 愛知県道39号岡崎足助線
  - 青木橋通り
  - 足助街道
- 愛知県道339号長沢東蔵前線
  - 真福寺道

バス
- 名鉄バス
  - 岡崎市内線
  - 川向線
  - 岡崎・足助線

## その他

### 日本郵便
- 集配担当する郵便局は以下の通りである[17]。

| 町丁     | 郵便番号 | 郵便局     |
| -------- | -------- | ---------- |
| 東蔵前   | 444-2145 | 岩津郵便局 |
| 東蔵前町 | 444-2146 | 岩津郵便局 |

## 参考資料
- 「角川日本地名大辞典」編纂委員会 編『角川日本地名大辞典 23 愛知県』角川書店、1989年。
- 平凡社 編『日本歴史地名大系 23 愛知県の地名』1981年。
- 新編岡崎市史編さん委員会 編『新編岡崎市史 総集編 20』1993年。